# Экстрём, Фольке
Нильс Юхан Фольке Экстрём (швед. Nils Johan Folke Ekström; 12 октября 1906, Лунд — 25 января 2000, Сальтшёбаден) — шведский шахматист, международный мастер (1950). Национальный мастер с 1933 года. Один из сильнейших шахматистов Швеции 1940-х гг.

## Очные шахматы
Двукратный чемпион Швеции (1947 и 1948). Серебряный призёр чемпионата Швеции 1944 года.
Лучшие результаты в международных соревнованиях: Стокгольм (1942 и 1943) — 1-е; Гастингс (1945 / 1946 гг.) — 2-е (отстал на пол-очка от С. Тартаковера и опередил на два очка от А. Денкера и экс-чемпиона мира М. Эйве); Зандам (1946 г.) — 2—3-е места.

## Заочные шахматы
Активный игрок в шахматы по переписке, особенно в зрелые годы. Трёхкратный чемпион Швеции (1941, 1964 и 1971). Дважды (1934 и 1935) становился третьим призёром чемпионатов ИФШБ (являвшихся фактически чемпионатами Европы в игре по переписке). Победитель 5-го чемпионата Европы по переписке (1967—1972 гг.). Участник 7-го чемпионата мира (1972—1976), разделил 7-8 места.

## Вклад в теорию дебютов
|   | a | b | c | d | e | f | g | h |   |
| - | --- | --- | --- | --- | --- | --- | --- | --- | - |
| 8 | a8 чёрная ладья · b8 чёрный конь · c8 чёрный слон · d8 чёрный ферзь · e8 чёрный король · f8 чёрный слон · h8 чёрная ладья · a7 чёрная пешка · f7 чёрная пешка · c6 чёрная пешка · e6 чёрная пешка · f6 белая пешка · h6 чёрная пешка · b5 чёрная пешка · e5 белый конь · c4 чёрная пешка · d4 белая пешка · h4 чёрная пешка · c3 белый конь · a2 белая пешка · b2 белая пешка · f2 белая пешка · g2 белая пешка · h2 белая пешка · a1 белая ладья · d1 белый ферзь · e1 белый король · f1 белый слон · h1 белая ладья | a8 чёрная ладья · b8 чёрный конь · c8 чёрный слон · d8 чёрный ферзь · e8 чёрный король · f8 чёрный слон · h8 чёрная ладья · a7 чёрная пешка · f7 чёрная пешка · c6 чёрная пешка · e6 чёрная пешка · f6 белая пешка · h6 чёрная пешка · b5 чёрная пешка · e5 белый конь · c4 чёрная пешка · d4 белая пешка · h4 чёрная пешка · c3 белый конь · a2 белая пешка · b2 белая пешка · f2 белая пешка · g2 белая пешка · h2 белая пешка · a1 белая ладья · d1 белый ферзь · e1 белый король · f1 белый слон · h1 белая ладья | a8 чёрная ладья · b8 чёрный конь · c8 чёрный слон · d8 чёрный ферзь · e8 чёрный король · f8 чёрный слон · h8 чёрная ладья · a7 чёрная пешка · f7 чёрная пешка · c6 чёрная пешка · e6 чёрная пешка · f6 белая пешка · h6 чёрная пешка · b5 чёрная пешка · e5 белый конь · c4 чёрная пешка · d4 белая пешка · h4 чёрная пешка · c3 белый конь · a2 белая пешка · b2 белая пешка · f2 белая пешка · g2 белая пешка · h2 белая пешка · a1 белая ладья · d1 белый ферзь · e1 белый король · f1 белый слон · h1 белая ладья | a8 чёрная ладья · b8 чёрный конь · c8 чёрный слон · d8 чёрный ферзь · e8 чёрный король · f8 чёрный слон · h8 чёрная ладья · a7 чёрная пешка · f7 чёрная пешка · c6 чёрная пешка · e6 чёрная пешка · f6 белая пешка · h6 чёрная пешка · b5 чёрная пешка · e5 белый конь · c4 чёрная пешка · d4 белая пешка · h4 чёрная пешка · c3 белый конь · a2 белая пешка · b2 белая пешка · f2 белая пешка · g2 белая пешка · h2 белая пешка · a1 белая ладья · d1 белый ферзь · e1 белый король · f1 белый слон · h1 белая ладья | a8 чёрная ладья · b8 чёрный конь · c8 чёрный слон · d8 чёрный ферзь · e8 чёрный король · f8 чёрный слон · h8 чёрная ладья · a7 чёрная пешка · f7 чёрная пешка · c6 чёрная пешка · e6 чёрная пешка · f6 белая пешка · h6 чёрная пешка · b5 чёрная пешка · e5 белый конь · c4 чёрная пешка · d4 белая пешка · h4 чёрная пешка · c3 белый конь · a2 белая пешка · b2 белая пешка · f2 белая пешка · g2 белая пешка · h2 белая пешка · a1 белая ладья · d1 белый ферзь · e1 белый король · f1 белый слон · h1 белая ладья | a8 чёрная ладья · b8 чёрный конь · c8 чёрный слон · d8 чёрный ферзь · e8 чёрный король · f8 чёрный слон · h8 чёрная ладья · a7 чёрная пешка · f7 чёрная пешка · c6 чёрная пешка · e6 чёрная пешка · f6 белая пешка · h6 чёрная пешка · b5 чёрная пешка · e5 белый конь · c4 чёрная пешка · d4 белая пешка · h4 чёрная пешка · c3 белый конь · a2 белая пешка · b2 белая пешка · f2 белая пешка · g2 белая пешка · h2 белая пешка · a1 белая ладья · d1 белый ферзь · e1 белый король · f1 белый слон · h1 белая ладья | a8 чёрная ладья · b8 чёрный конь · c8 чёрный слон · d8 чёрный ферзь · e8 чёрный король · f8 чёрный слон · h8 чёрная ладья · a7 чёрная пешка · f7 чёрная пешка · c6 чёрная пешка · e6 чёрная пешка · f6 белая пешка · h6 чёрная пешка · b5 чёрная пешка · e5 белый конь · c4 чёрная пешка · d4 белая пешка · h4 чёрная пешка · c3 белый конь · a2 белая пешка · b2 белая пешка · f2 белая пешка · g2 белая пешка · h2 белая пешка · a1 белая ладья · d1 белый ферзь · e1 белый король · f1 белый слон · h1 белая ладья | a8 чёрная ладья · b8 чёрный конь · c8 чёрный слон · d8 чёрный ферзь · e8 чёрный король · f8 чёрный слон · h8 чёрная ладья · a7 чёрная пешка · f7 чёрная пешка · c6 чёрная пешка · e6 чёрная пешка · f6 белая пешка · h6 чёрная пешка · b5 чёрная пешка · e5 белый конь · c4 чёрная пешка · d4 белая пешка · h4 чёрная пешка · c3 белый конь · a2 белая пешка · b2 белая пешка · f2 белая пешка · g2 белая пешка · h2 белая пешка · a1 белая ладья · d1 белый ферзь · e1 белый король · f1 белый слон · h1 белая ладья | 8 |
| 7 | a8 чёрная ладья · b8 чёрный конь · c8 чёрный слон · d8 чёрный ферзь · e8 чёрный король · f8 чёрный слон · h8 чёрная ладья · a7 чёрная пешка · f7 чёрная пешка · c6 чёрная пешка · e6 чёрная пешка · f6 белая пешка · h6 чёрная пешка · b5 чёрная пешка · e5 белый конь · c4 чёрная пешка · d4 белая пешка · h4 чёрная пешка · c3 белый конь · a2 белая пешка · b2 белая пешка · f2 белая пешка · g2 белая пешка · h2 белая пешка · a1 белая ладья · d1 белый ферзь · e1 белый король · f1 белый слон · h1 белая ладья | a8 чёрная ладья · b8 чёрный конь · c8 чёрный слон · d8 чёрный ферзь · e8 чёрный король · f8 чёрный слон · h8 чёрная ладья · a7 чёрная пешка · f7 чёрная пешка · c6 чёрная пешка · e6 чёрная пешка · f6 белая пешка · h6 чёрная пешка · b5 чёрная пешка · e5 белый конь · c4 чёрная пешка · d4 белая пешка · h4 чёрная пешка · c3 белый конь · a2 белая пешка · b2 белая пешка · f2 белая пешка · g2 белая пешка · h2 белая пешка · a1 белая ладья · d1 белый ферзь · e1 белый король · f1 белый слон · h1 белая ладья | a8 чёрная ладья · b8 чёрный конь · c8 чёрный слон · d8 чёрный ферзь · e8 чёрный король · f8 чёрный слон · h8 чёрная ладья · a7 чёрная пешка · f7 чёрная пешка · c6 чёрная пешка · e6 чёрная пешка · f6 белая пешка · h6 чёрная пешка · b5 чёрная пешка · e5 белый конь · c4 чёрная пешка · d4 белая пешка · h4 чёрная пешка · c3 белый конь · a2 белая пешка · b2 белая пешка · f2 белая пешка · g2 белая пешка · h2 белая пешка · a1 белая ладья · d1 белый ферзь · e1 белый король · f1 белый слон · h1 белая ладья | a8 чёрная ладья · b8 чёрный конь · c8 чёрный слон · d8 чёрный ферзь · e8 чёрный король · f8 чёрный слон · h8 чёрная ладья · a7 чёрная пешка · f7 чёрная пешка · c6 чёрная пешка · e6 чёрная пешка · f6 белая пешка · h6 чёрная пешка · b5 чёрная пешка · e5 белый конь · c4 чёрная пешка · d4 белая пешка · h4 чёрная пешка · c3 белый конь · a2 белая пешка · b2 белая пешка · f2 белая пешка · g2 белая пешка · h2 белая пешка · a1 белая ладья · d1 белый ферзь · e1 белый король · f1 белый слон · h1 белая ладья | a8 чёрная ладья · b8 чёрный конь · c8 чёрный слон · d8 чёрный ферзь · e8 чёрный король · f8 чёрный слон · h8 чёрная ладья · a7 чёрная пешка · f7 чёрная пешка · c6 чёрная пешка · e6 чёрная пешка · f6 белая пешка · h6 чёрная пешка · b5 чёрная пешка · e5 белый конь · c4 чёрная пешка · d4 белая пешка · h4 чёрная пешка · c3 белый конь · a2 белая пешка · b2 белая пешка · f2 белая пешка · g2 белая пешка · h2 белая пешка · a1 белая ладья · d1 белый ферзь · e1 белый король · f1 белый слон · h1 белая ладья | a8 чёрная ладья · b8 чёрный конь · c8 чёрный слон · d8 чёрный ферзь · e8 чёрный король · f8 чёрный слон · h8 чёрная ладья · a7 чёрная пешка · f7 чёрная пешка · c6 чёрная пешка · e6 чёрная пешка · f6 белая пешка · h6 чёрная пешка · b5 чёрная пешка · e5 белый конь · c4 чёрная пешка · d4 белая пешка · h4 чёрная пешка · c3 белый конь · a2 белая пешка · b2 белая пешка · f2 белая пешка · g2 белая пешка · h2 белая пешка · a1 белая ладья · d1 белый ферзь · e1 белый король · f1 белый слон · h1 белая ладья | a8 чёрная ладья · b8 чёрный конь · c8 чёрный слон · d8 чёрный ферзь · e8 чёрный король · f8 чёрный слон · h8 чёрная ладья · a7 чёрная пешка · f7 чёрная пешка · c6 чёрная пешка · e6 чёрная пешка · f6 белая пешка · h6 чёрная пешка · b5 чёрная пешка · e5 белый конь · c4 чёрная пешка · d4 белая пешка · h4 чёрная пешка · c3 белый конь · a2 белая пешка · b2 белая пешка · f2 белая пешка · g2 белая пешка · h2 белая пешка · a1 белая ладья · d1 белый ферзь · e1 белый король · f1 белый слон · h1 белая ладья | a8 чёрная ладья · b8 чёрный конь · c8 чёрный слон · d8 чёрный ферзь · e8 чёрный король · f8 чёрный слон · h8 чёрная ладья · a7 чёрная пешка · f7 чёрная пешка · c6 чёрная пешка · e6 чёрная пешка · f6 белая пешка · h6 чёрная пешка · b5 чёрная пешка · e5 белый конь · c4 чёрная пешка · d4 белая пешка · h4 чёрная пешка · c3 белый конь · a2 белая пешка · b2 белая пешка · f2 белая пешка · g2 белая пешка · h2 белая пешка · a1 белая ладья · d1 белый ферзь · e1 белый король · f1 белый слон · h1 белая ладья | 7 |
| 6 | a8 чёрная ладья · b8 чёрный конь · c8 чёрный слон · d8 чёрный ферзь · e8 чёрный король · f8 чёрный слон · h8 чёрная ладья · a7 чёрная пешка · f7 чёрная пешка · c6 чёрная пешка · e6 чёрная пешка · f6 белая пешка · h6 чёрная пешка · b5 чёрная пешка · e5 белый конь · c4 чёрная пешка · d4 белая пешка · h4 чёрная пешка · c3 белый конь · a2 белая пешка · b2 белая пешка · f2 белая пешка · g2 белая пешка · h2 белая пешка · a1 белая ладья · d1 белый ферзь · e1 белый король · f1 белый слон · h1 белая ладья | a8 чёрная ладья · b8 чёрный конь · c8 чёрный слон · d8 чёрный ферзь · e8 чёрный король · f8 чёрный слон · h8 чёрная ладья · a7 чёрная пешка · f7 чёрная пешка · c6 чёрная пешка · e6 чёрная пешка · f6 белая пешка · h6 чёрная пешка · b5 чёрная пешка · e5 белый конь · c4 чёрная пешка · d4 белая пешка · h4 чёрная пешка · c3 белый конь · a2 белая пешка · b2 белая пешка · f2 белая пешка · g2 белая пешка · h2 белая пешка · a1 белая ладья · d1 белый ферзь · e1 белый король · f1 белый слон · h1 белая ладья | a8 чёрная ладья · b8 чёрный конь · c8 чёрный слон · d8 чёрный ферзь · e8 чёрный король · f8 чёрный слон · h8 чёрная ладья · a7 чёрная пешка · f7 чёрная пешка · c6 чёрная пешка · e6 чёрная пешка · f6 белая пешка · h6 чёрная пешка · b5 чёрная пешка · e5 белый конь · c4 чёрная пешка · d4 белая пешка · h4 чёрная пешка · c3 белый конь · a2 белая пешка · b2 белая пешка · f2 белая пешка · g2 белая пешка · h2 белая пешка · a1 белая ладья · d1 белый ферзь · e1 белый король · f1 белый слон · h1 белая ладья | a8 чёрная ладья · b8 чёрный конь · c8 чёрный слон · d8 чёрный ферзь · e8 чёрный король · f8 чёрный слон · h8 чёрная ладья · a7 чёрная пешка · f7 чёрная пешка · c6 чёрная пешка · e6 чёрная пешка · f6 белая пешка · h6 чёрная пешка · b5 чёрная пешка · e5 белый конь · c4 чёрная пешка · d4 белая пешка · h4 чёрная пешка · c3 белый конь · a2 белая пешка · b2 белая пешка · f2 белая пешка · g2 белая пешка · h2 белая пешка · a1 белая ладья · d1 белый ферзь · e1 белый король · f1 белый слон · h1 белая ладья | a8 чёрная ладья · b8 чёрный конь · c8 чёрный слон · d8 чёрный ферзь · e8 чёрный король · f8 чёрный слон · h8 чёрная ладья · a7 чёрная пешка · f7 чёрная пешка · c6 чёрная пешка · e6 чёрная пешка · f6 белая пешка · h6 чёрная пешка · b5 чёрная пешка · e5 белый конь · c4 чёрная пешка · d4 белая пешка · h4 чёрная пешка · c3 белый конь · a2 белая пешка · b2 белая пешка · f2 белая пешка · g2 белая пешка · h2 белая пешка · a1 белая ладья · d1 белый ферзь · e1 белый король · f1 белый слон · h1 белая ладья | a8 чёрная ладья · b8 чёрный конь · c8 чёрный слон · d8 чёрный ферзь · e8 чёрный король · f8 чёрный слон · h8 чёрная ладья · a7 чёрная пешка · f7 чёрная пешка · c6 чёрная пешка · e6 чёрная пешка · f6 белая пешка · h6 чёрная пешка · b5 чёрная пешка · e5 белый конь · c4 чёрная пешка · d4 белая пешка · h4 чёрная пешка · c3 белый конь · a2 белая пешка · b2 белая пешка · f2 белая пешка · g2 белая пешка · h2 белая пешка · a1 белая ладья · d1 белый ферзь · e1 белый король · f1 белый слон · h1 белая ладья | a8 чёрная ладья · b8 чёрный конь · c8 чёрный слон · d8 чёрный ферзь · e8 чёрный король · f8 чёрный слон · h8 чёрная ладья · a7 чёрная пешка · f7 чёрная пешка · c6 чёрная пешка · e6 чёрная пешка · f6 белая пешка · h6 чёрная пешка · b5 чёрная пешка · e5 белый конь · c4 чёрная пешка · d4 белая пешка · h4 чёрная пешка · c3 белый конь · a2 белая пешка · b2 белая пешка · f2 белая пешка · g2 белая пешка · h2 белая пешка · a1 белая ладья · d1 белый ферзь · e1 белый король · f1 белый слон · h1 белая ладья | a8 чёрная ладья · b8 чёрный конь · c8 чёрный слон · d8 чёрный ферзь · e8 чёрный король · f8 чёрный слон · h8 чёрная ладья · a7 чёрная пешка · f7 чёрная пешка · c6 чёрная пешка · e6 чёрная пешка · f6 белая пешка · h6 чёрная пешка · b5 чёрная пешка · e5 белый конь · c4 чёрная пешка · d4 белая пешка · h4 чёрная пешка · c3 белый конь · a2 белая пешка · b2 белая пешка · f2 белая пешка · g2 белая пешка · h2 белая пешка · a1 белая ладья · d1 белый ферзь · e1 белый король · f1 белый слон · h1 белая ладья | 6 |
| 5 | a8 чёрная ладья · b8 чёрный конь · c8 чёрный слон · d8 чёрный ферзь · e8 чёрный король · f8 чёрный слон · h8 чёрная ладья · a7 чёрная пешка · f7 чёрная пешка · c6 чёрная пешка · e6 чёрная пешка · f6 белая пешка · h6 чёрная пешка · b5 чёрная пешка · e5 белый конь · c4 чёрная пешка · d4 белая пешка · h4 чёрная пешка · c3 белый конь · a2 белая пешка · b2 белая пешка · f2 белая пешка · g2 белая пешка · h2 белая пешка · a1 белая ладья · d1 белый ферзь · e1 белый король · f1 белый слон · h1 белая ладья | a8 чёрная ладья · b8 чёрный конь · c8 чёрный слон · d8 чёрный ферзь · e8 чёрный король · f8 чёрный слон · h8 чёрная ладья · a7 чёрная пешка · f7 чёрная пешка · c6 чёрная пешка · e6 чёрная пешка · f6 белая пешка · h6 чёрная пешка · b5 чёрная пешка · e5 белый конь · c4 чёрная пешка · d4 белая пешка · h4 чёрная пешка · c3 белый конь · a2 белая пешка · b2 белая пешка · f2 белая пешка · g2 белая пешка · h2 белая пешка · a1 белая ладья · d1 белый ферзь · e1 белый король · f1 белый слон · h1 белая ладья | a8 чёрная ладья · b8 чёрный конь · c8 чёрный слон · d8 чёрный ферзь · e8 чёрный король · f8 чёрный слон · h8 чёрная ладья · a7 чёрная пешка · f7 чёрная пешка · c6 чёрная пешка · e6 чёрная пешка · f6 белая пешка · h6 чёрная пешка · b5 чёрная пешка · e5 белый конь · c4 чёрная пешка · d4 белая пешка · h4 чёрная пешка · c3 белый конь · a2 белая пешка · b2 белая пешка · f2 белая пешка · g2 белая пешка · h2 белая пешка · a1 белая ладья · d1 белый ферзь · e1 белый король · f1 белый слон · h1 белая ладья | a8 чёрная ладья · b8 чёрный конь · c8 чёрный слон · d8 чёрный ферзь · e8 чёрный король · f8 чёрный слон · h8 чёрная ладья · a7 чёрная пешка · f7 чёрная пешка · c6 чёрная пешка · e6 чёрная пешка · f6 белая пешка · h6 чёрная пешка · b5 чёрная пешка · e5 белый конь · c4 чёрная пешка · d4 белая пешка · h4 чёрная пешка · c3 белый конь · a2 белая пешка · b2 белая пешка · f2 белая пешка · g2 белая пешка · h2 белая пешка · a1 белая ладья · d1 белый ферзь · e1 белый король · f1 белый слон · h1 белая ладья | a8 чёрная ладья · b8 чёрный конь · c8 чёрный слон · d8 чёрный ферзь · e8 чёрный король · f8 чёрный слон · h8 чёрная ладья · a7 чёрная пешка · f7 чёрная пешка · c6 чёрная пешка · e6 чёрная пешка · f6 белая пешка · h6 чёрная пешка · b5 чёрная пешка · e5 белый конь · c4 чёрная пешка · d4 белая пешка · h4 чёрная пешка · c3 белый конь · a2 белая пешка · b2 белая пешка · f2 белая пешка · g2 белая пешка · h2 белая пешка · a1 белая ладья · d1 белый ферзь · e1 белый король · f1 белый слон · h1 белая ладья | a8 чёрная ладья · b8 чёрный конь · c8 чёрный слон · d8 чёрный ферзь · e8 чёрный король · f8 чёрный слон · h8 чёрная ладья · a7 чёрная пешка · f7 чёрная пешка · c6 чёрная пешка · e6 чёрная пешка · f6 белая пешка · h6 чёрная пешка · b5 чёрная пешка · e5 белый конь · c4 чёрная пешка · d4 белая пешка · h4 чёрная пешка · c3 белый конь · a2 белая пешка · b2 белая пешка · f2 белая пешка · g2 белая пешка · h2 белая пешка · a1 белая ладья · d1 белый ферзь · e1 белый король · f1 белый слон · h1 белая ладья | a8 чёрная ладья · b8 чёрный конь · c8 чёрный слон · d8 чёрный ферзь · e8 чёрный король · f8 чёрный слон · h8 чёрная ладья · a7 чёрная пешка · f7 чёрная пешка · c6 чёрная пешка · e6 чёрная пешка · f6 белая пешка · h6 чёрная пешка · b5 чёрная пешка · e5 белый конь · c4 чёрная пешка · d4 белая пешка · h4 чёрная пешка · c3 белый конь · a2 белая пешка · b2 белая пешка · f2 белая пешка · g2 белая пешка · h2 белая пешка · a1 белая ладья · d1 белый ферзь · e1 белый король · f1 белый слон · h1 белая ладья | a8 чёрная ладья · b8 чёрный конь · c8 чёрный слон · d8 чёрный ферзь · e8 чёрный король · f8 чёрный слон · h8 чёрная ладья · a7 чёрная пешка · f7 чёрная пешка · c6 чёрная пешка · e6 чёрная пешка · f6 белая пешка · h6 чёрная пешка · b5 чёрная пешка · e5 белый конь · c4 чёрная пешка · d4 белая пешка · h4 чёрная пешка · c3 белый конь · a2 белая пешка · b2 белая пешка · f2 белая пешка · g2 белая пешка · h2 белая пешка · a1 белая ладья · d1 белый ферзь · e1 белый король · f1 белый слон · h1 белая ладья | 5 |
| 4 | a8 чёрная ладья · b8 чёрный конь · c8 чёрный слон · d8 чёрный ферзь · e8 чёрный король · f8 чёрный слон · h8 чёрная ладья · a7 чёрная пешка · f7 чёрная пешка · c6 чёрная пешка · e6 чёрная пешка · f6 белая пешка · h6 чёрная пешка · b5 чёрная пешка · e5 белый конь · c4 чёрная пешка · d4 белая пешка · h4 чёрная пешка · c3 белый конь · a2 белая пешка · b2 белая пешка · f2 белая пешка · g2 белая пешка · h2 белая пешка · a1 белая ладья · d1 белый ферзь · e1 белый король · f1 белый слон · h1 белая ладья | a8 чёрная ладья · b8 чёрный конь · c8 чёрный слон · d8 чёрный ферзь · e8 чёрный король · f8 чёрный слон · h8 чёрная ладья · a7 чёрная пешка · f7 чёрная пешка · c6 чёрная пешка · e6 чёрная пешка · f6 белая пешка · h6 чёрная пешка · b5 чёрная пешка · e5 белый конь · c4 чёрная пешка · d4 белая пешка · h4 чёрная пешка · c3 белый конь · a2 белая пешка · b2 белая пешка · f2 белая пешка · g2 белая пешка · h2 белая пешка · a1 белая ладья · d1 белый ферзь · e1 белый король · f1 белый слон · h1 белая ладья | a8 чёрная ладья · b8 чёрный конь · c8 чёрный слон · d8 чёрный ферзь · e8 чёрный король · f8 чёрный слон · h8 чёрная ладья · a7 чёрная пешка · f7 чёрная пешка · c6 чёрная пешка · e6 чёрная пешка · f6 белая пешка · h6 чёрная пешка · b5 чёрная пешка · e5 белый конь · c4 чёрная пешка · d4 белая пешка · h4 чёрная пешка · c3 белый конь · a2 белая пешка · b2 белая пешка · f2 белая пешка · g2 белая пешка · h2 белая пешка · a1 белая ладья · d1 белый ферзь · e1 белый король · f1 белый слон · h1 белая ладья | a8 чёрная ладья · b8 чёрный конь · c8 чёрный слон · d8 чёрный ферзь · e8 чёрный король · f8 чёрный слон · h8 чёрная ладья · a7 чёрная пешка · f7 чёрная пешка · c6 чёрная пешка · e6 чёрная пешка · f6 белая пешка · h6 чёрная пешка · b5 чёрная пешка · e5 белый конь · c4 чёрная пешка · d4 белая пешка · h4 чёрная пешка · c3 белый конь · a2 белая пешка · b2 белая пешка · f2 белая пешка · g2 белая пешка · h2 белая пешка · a1 белая ладья · d1 белый ферзь · e1 белый король · f1 белый слон · h1 белая ладья | a8 чёрная ладья · b8 чёрный конь · c8 чёрный слон · d8 чёрный ферзь · e8 чёрный король · f8 чёрный слон · h8 чёрная ладья · a7 чёрная пешка · f7 чёрная пешка · c6 чёрная пешка · e6 чёрная пешка · f6 белая пешка · h6 чёрная пешка · b5 чёрная пешка · e5 белый конь · c4 чёрная пешка · d4 белая пешка · h4 чёрная пешка · c3 белый конь · a2 белая пешка · b2 белая пешка · f2 белая пешка · g2 белая пешка · h2 белая пешка · a1 белая ладья · d1 белый ферзь · e1 белый король · f1 белый слон · h1 белая ладья | a8 чёрная ладья · b8 чёрный конь · c8 чёрный слон · d8 чёрный ферзь · e8 чёрный король · f8 чёрный слон · h8 чёрная ладья · a7 чёрная пешка · f7 чёрная пешка · c6 чёрная пешка · e6 чёрная пешка · f6 белая пешка · h6 чёрная пешка · b5 чёрная пешка · e5 белый конь · c4 чёрная пешка · d4 белая пешка · h4 чёрная пешка · c3 белый конь · a2 белая пешка · b2 белая пешка · f2 белая пешка · g2 белая пешка · h2 белая пешка · a1 белая ладья · d1 белый ферзь · e1 белый король · f1 белый слон · h1 белая ладья | a8 чёрная ладья · b8 чёрный конь · c8 чёрный слон · d8 чёрный ферзь · e8 чёрный король · f8 чёрный слон · h8 чёрная ладья · a7 чёрная пешка · f7 чёрная пешка · c6 чёрная пешка · e6 чёрная пешка · f6 белая пешка · h6 чёрная пешка · b5 чёрная пешка · e5 белый конь · c4 чёрная пешка · d4 белая пешка · h4 чёрная пешка · c3 белый конь · a2 белая пешка · b2 белая пешка · f2 белая пешка · g2 белая пешка · h2 белая пешка · a1 белая ладья · d1 белый ферзь · e1 белый король · f1 белый слон · h1 белая ладья | a8 чёрная ладья · b8 чёрный конь · c8 чёрный слон · d8 чёрный ферзь · e8 чёрный король · f8 чёрный слон · h8 чёрная ладья · a7 чёрная пешка · f7 чёрная пешка · c6 чёрная пешка · e6 чёрная пешка · f6 белая пешка · h6 чёрная пешка · b5 чёрная пешка · e5 белый конь · c4 чёрная пешка · d4 белая пешка · h4 чёрная пешка · c3 белый конь · a2 белая пешка · b2 белая пешка · f2 белая пешка · g2 белая пешка · h2 белая пешка · a1 белая ладья · d1 белый ферзь · e1 белый король · f1 белый слон · h1 белая ладья | 4 |
| 3 | a8 чёрная ладья · b8 чёрный конь · c8 чёрный слон · d8 чёрный ферзь · e8 чёрный король · f8 чёрный слон · h8 чёрная ладья · a7 чёрная пешка · f7 чёрная пешка · c6 чёрная пешка · e6 чёрная пешка · f6 белая пешка · h6 чёрная пешка · b5 чёрная пешка · e5 белый конь · c4 чёрная пешка · d4 белая пешка · h4 чёрная пешка · c3 белый конь · a2 белая пешка · b2 белая пешка · f2 белая пешка · g2 белая пешка · h2 белая пешка · a1 белая ладья · d1 белый ферзь · e1 белый король · f1 белый слон · h1 белая ладья | a8 чёрная ладья · b8 чёрный конь · c8 чёрный слон · d8 чёрный ферзь · e8 чёрный король · f8 чёрный слон · h8 чёрная ладья · a7 чёрная пешка · f7 чёрная пешка · c6 чёрная пешка · e6 чёрная пешка · f6 белая пешка · h6 чёрная пешка · b5 чёрная пешка · e5 белый конь · c4 чёрная пешка · d4 белая пешка · h4 чёрная пешка · c3 белый конь · a2 белая пешка · b2 белая пешка · f2 белая пешка · g2 белая пешка · h2 белая пешка · a1 белая ладья · d1 белый ферзь · e1 белый король · f1 белый слон · h1 белая ладья | a8 чёрная ладья · b8 чёрный конь · c8 чёрный слон · d8 чёрный ферзь · e8 чёрный король · f8 чёрный слон · h8 чёрная ладья · a7 чёрная пешка · f7 чёрная пешка · c6 чёрная пешка · e6 чёрная пешка · f6 белая пешка · h6 чёрная пешка · b5 чёрная пешка · e5 белый конь · c4 чёрная пешка · d4 белая пешка · h4 чёрная пешка · c3 белый конь · a2 белая пешка · b2 белая пешка · f2 белая пешка · g2 белая пешка · h2 белая пешка · a1 белая ладья · d1 белый ферзь · e1 белый король · f1 белый слон · h1 белая ладья | a8 чёрная ладья · b8 чёрный конь · c8 чёрный слон · d8 чёрный ферзь · e8 чёрный король · f8 чёрный слон · h8 чёрная ладья · a7 чёрная пешка · f7 чёрная пешка · c6 чёрная пешка · e6 чёрная пешка · f6 белая пешка · h6 чёрная пешка · b5 чёрная пешка · e5 белый конь · c4 чёрная пешка · d4 белая пешка · h4 чёрная пешка · c3 белый конь · a2 белая пешка · b2 белая пешка · f2 белая пешка · g2 белая пешка · h2 белая пешка · a1 белая ладья · d1 белый ферзь · e1 белый король · f1 белый слон · h1 белая ладья | a8 чёрная ладья · b8 чёрный конь · c8 чёрный слон · d8 чёрный ферзь · e8 чёрный король · f8 чёрный слон · h8 чёрная ладья · a7 чёрная пешка · f7 чёрная пешка · c6 чёрная пешка · e6 чёрная пешка · f6 белая пешка · h6 чёрная пешка · b5 чёрная пешка · e5 белый конь · c4 чёрная пешка · d4 белая пешка · h4 чёрная пешка · c3 белый конь · a2 белая пешка · b2 белая пешка · f2 белая пешка · g2 белая пешка · h2 белая пешка · a1 белая ладья · d1 белый ферзь · e1 белый король · f1 белый слон · h1 белая ладья | a8 чёрная ладья · b8 чёрный конь · c8 чёрный слон · d8 чёрный ферзь · e8 чёрный король · f8 чёрный слон · h8 чёрная ладья · a7 чёрная пешка · f7 чёрная пешка · c6 чёрная пешка · e6 чёрная пешка · f6 белая пешка · h6 чёрная пешка · b5 чёрная пешка · e5 белый конь · c4 чёрная пешка · d4 белая пешка · h4 чёрная пешка · c3 белый конь · a2 белая пешка · b2 белая пешка · f2 белая пешка · g2 белая пешка · h2 белая пешка · a1 белая ладья · d1 белый ферзь · e1 белый король · f1 белый слон · h1 белая ладья | a8 чёрная ладья · b8 чёрный конь · c8 чёрный слон · d8 чёрный ферзь · e8 чёрный король · f8 чёрный слон · h8 чёрная ладья · a7 чёрная пешка · f7 чёрная пешка · c6 чёрная пешка · e6 чёрная пешка · f6 белая пешка · h6 чёрная пешка · b5 чёрная пешка · e5 белый конь · c4 чёрная пешка · d4 белая пешка · h4 чёрная пешка · c3 белый конь · a2 белая пешка · b2 белая пешка · f2 белая пешка · g2 белая пешка · h2 белая пешка · a1 белая ладья · d1 белый ферзь · e1 белый король · f1 белый слон · h1 белая ладья | a8 чёрная ладья · b8 чёрный конь · c8 чёрный слон · d8 чёрный ферзь · e8 чёрный король · f8 чёрный слон · h8 чёрная ладья · a7 чёрная пешка · f7 чёрная пешка · c6 чёрная пешка · e6 чёрная пешка · f6 белая пешка · h6 чёрная пешка · b5 чёрная пешка · e5 белый конь · c4 чёрная пешка · d4 белая пешка · h4 чёрная пешка · c3 белый конь · a2 белая пешка · b2 белая пешка · f2 белая пешка · g2 белая пешка · h2 белая пешка · a1 белая ладья · d1 белый ферзь · e1 белый король · f1 белый слон · h1 белая ладья | 3 |
| 2 | a8 чёрная ладья · b8 чёрный конь · c8 чёрный слон · d8 чёрный ферзь · e8 чёрный король · f8 чёрный слон · h8 чёрная ладья · a7 чёрная пешка · f7 чёрная пешка · c6 чёрная пешка · e6 чёрная пешка · f6 белая пешка · h6 чёрная пешка · b5 чёрная пешка · e5 белый конь · c4 чёрная пешка · d4 белая пешка · h4 чёрная пешка · c3 белый конь · a2 белая пешка · b2 белая пешка · f2 белая пешка · g2 белая пешка · h2 белая пешка · a1 белая ладья · d1 белый ферзь · e1 белый король · f1 белый слон · h1 белая ладья | a8 чёрная ладья · b8 чёрный конь · c8 чёрный слон · d8 чёрный ферзь · e8 чёрный король · f8 чёрный слон · h8 чёрная ладья · a7 чёрная пешка · f7 чёрная пешка · c6 чёрная пешка · e6 чёрная пешка · f6 белая пешка · h6 чёрная пешка · b5 чёрная пешка · e5 белый конь · c4 чёрная пешка · d4 белая пешка · h4 чёрная пешка · c3 белый конь · a2 белая пешка · b2 белая пешка · f2 белая пешка · g2 белая пешка · h2 белая пешка · a1 белая ладья · d1 белый ферзь · e1 белый король · f1 белый слон · h1 белая ладья | a8 чёрная ладья · b8 чёрный конь · c8 чёрный слон · d8 чёрный ферзь · e8 чёрный король · f8 чёрный слон · h8 чёрная ладья · a7 чёрная пешка · f7 чёрная пешка · c6 чёрная пешка · e6 чёрная пешка · f6 белая пешка · h6 чёрная пешка · b5 чёрная пешка · e5 белый конь · c4 чёрная пешка · d4 белая пешка · h4 чёрная пешка · c3 белый конь · a2 белая пешка · b2 белая пешка · f2 белая пешка · g2 белая пешка · h2 белая пешка · a1 белая ладья · d1 белый ферзь · e1 белый король · f1 белый слон · h1 белая ладья | a8 чёрная ладья · b8 чёрный конь · c8 чёрный слон · d8 чёрный ферзь · e8 чёрный король · f8 чёрный слон · h8 чёрная ладья · a7 чёрная пешка · f7 чёрная пешка · c6 чёрная пешка · e6 чёрная пешка · f6 белая пешка · h6 чёрная пешка · b5 чёрная пешка · e5 белый конь · c4 чёрная пешка · d4 белая пешка · h4 чёрная пешка · c3 белый конь · a2 белая пешка · b2 белая пешка · f2 белая пешка · g2 белая пешка · h2 белая пешка · a1 белая ладья · d1 белый ферзь · e1 белый король · f1 белый слон · h1 белая ладья | a8 чёрная ладья · b8 чёрный конь · c8 чёрный слон · d8 чёрный ферзь · e8 чёрный король · f8 чёрный слон · h8 чёрная ладья · a7 чёрная пешка · f7 чёрная пешка · c6 чёрная пешка · e6 чёрная пешка · f6 белая пешка · h6 чёрная пешка · b5 чёрная пешка · e5 белый конь · c4 чёрная пешка · d4 белая пешка · h4 чёрная пешка · c3 белый конь · a2 белая пешка · b2 белая пешка · f2 белая пешка · g2 белая пешка · h2 белая пешка · a1 белая ладья · d1 белый ферзь · e1 белый король · f1 белый слон · h1 белая ладья | a8 чёрная ладья · b8 чёрный конь · c8 чёрный слон · d8 чёрный ферзь · e8 чёрный король · f8 чёрный слон · h8 чёрная ладья · a7 чёрная пешка · f7 чёрная пешка · c6 чёрная пешка · e6 чёрная пешка · f6 белая пешка · h6 чёрная пешка · b5 чёрная пешка · e5 белый конь · c4 чёрная пешка · d4 белая пешка · h4 чёрная пешка · c3 белый конь · a2 белая пешка · b2 белая пешка · f2 белая пешка · g2 белая пешка · h2 белая пешка · a1 белая ладья · d1 белый ферзь · e1 белый король · f1 белый слон · h1 белая ладья | a8 чёрная ладья · b8 чёрный конь · c8 чёрный слон · d8 чёрный ферзь · e8 чёрный король · f8 чёрный слон · h8 чёрная ладья · a7 чёрная пешка · f7 чёрная пешка · c6 чёрная пешка · e6 чёрная пешка · f6 белая пешка · h6 чёрная пешка · b5 чёрная пешка · e5 белый конь · c4 чёрная пешка · d4 белая пешка · h4 чёрная пешка · c3 белый конь · a2 белая пешка · b2 белая пешка · f2 белая пешка · g2 белая пешка · h2 белая пешка · a1 белая ладья · d1 белый ферзь · e1 белый король · f1 белый слон · h1 белая ладья | a8 чёрная ладья · b8 чёрный конь · c8 чёрный слон · d8 чёрный ферзь · e8 чёрный король · f8 чёрный слон · h8 чёрная ладья · a7 чёрная пешка · f7 чёрная пешка · c6 чёрная пешка · e6 чёрная пешка · f6 белая пешка · h6 чёрная пешка · b5 чёрная пешка · e5 белый конь · c4 чёрная пешка · d4 белая пешка · h4 чёрная пешка · c3 белый конь · a2 белая пешка · b2 белая пешка · f2 белая пешка · g2 белая пешка · h2 белая пешка · a1 белая ладья · d1 белый ферзь · e1 белый король · f1 белый слон · h1 белая ладья | 2 |
| 1 | a8 чёрная ладья · b8 чёрный конь · c8 чёрный слон · d8 чёрный ферзь · e8 чёрный король · f8 чёрный слон · h8 чёрная ладья · a7 чёрная пешка · f7 чёрная пешка · c6 чёрная пешка · e6 чёрная пешка · f6 белая пешка · h6 чёрная пешка · b5 чёрная пешка · e5 белый конь · c4 чёрная пешка · d4 белая пешка · h4 чёрная пешка · c3 белый конь · a2 белая пешка · b2 белая пешка · f2 белая пешка · g2 белая пешка · h2 белая пешка · a1 белая ладья · d1 белый ферзь · e1 белый король · f1 белый слон · h1 белая ладья | a8 чёрная ладья · b8 чёрный конь · c8 чёрный слон · d8 чёрный ферзь · e8 чёрный король · f8 чёрный слон · h8 чёрная ладья · a7 чёрная пешка · f7 чёрная пешка · c6 чёрная пешка · e6 чёрная пешка · f6 белая пешка · h6 чёрная пешка · b5 чёрная пешка · e5 белый конь · c4 чёрная пешка · d4 белая пешка · h4 чёрная пешка · c3 белый конь · a2 белая пешка · b2 белая пешка · f2 белая пешка · g2 белая пешка · h2 белая пешка · a1 белая ладья · d1 белый ферзь · e1 белый король · f1 белый слон · h1 белая ладья | a8 чёрная ладья · b8 чёрный конь · c8 чёрный слон · d8 чёрный ферзь · e8 чёрный король · f8 чёрный слон · h8 чёрная ладья · a7 чёрная пешка · f7 чёрная пешка · c6 чёрная пешка · e6 чёрная пешка · f6 белая пешка · h6 чёрная пешка · b5 чёрная пешка · e5 белый конь · c4 чёрная пешка · d4 белая пешка · h4 чёрная пешка · c3 белый конь · a2 белая пешка · b2 белая пешка · f2 белая пешка · g2 белая пешка · h2 белая пешка · a1 белая ладья · d1 белый ферзь · e1 белый король · f1 белый слон · h1 белая ладья | a8 чёрная ладья · b8 чёрный конь · c8 чёрный слон · d8 чёрный ферзь · e8 чёрный король · f8 чёрный слон · h8 чёрная ладья · a7 чёрная пешка · f7 чёрная пешка · c6 чёрная пешка · e6 чёрная пешка · f6 белая пешка · h6 чёрная пешка · b5 чёрная пешка · e5 белый конь · c4 чёрная пешка · d4 белая пешка · h4 чёрная пешка · c3 белый конь · a2 белая пешка · b2 белая пешка · f2 белая пешка · g2 белая пешка · h2 белая пешка · a1 белая ладья · d1 белый ферзь · e1 белый король · f1 белый слон · h1 белая ладья | a8 чёрная ладья · b8 чёрный конь · c8 чёрный слон · d8 чёрный ферзь · e8 чёрный король · f8 чёрный слон · h8 чёрная ладья · a7 чёрная пешка · f7 чёрная пешка · c6 чёрная пешка · e6 чёрная пешка · f6 белая пешка · h6 чёрная пешка · b5 чёрная пешка · e5 белый конь · c4 чёрная пешка · d4 белая пешка · h4 чёрная пешка · c3 белый конь · a2 белая пешка · b2 белая пешка · f2 белая пешка · g2 белая пешка · h2 белая пешка · a1 белая ладья · d1 белый ферзь · e1 белый король · f1 белый слон · h1 белая ладья | a8 чёрная ладья · b8 чёрный конь · c8 чёрный слон · d8 чёрный ферзь · e8 чёрный король · f8 чёрный слон · h8 чёрная ладья · a7 чёрная пешка · f7 чёрная пешка · c6 чёрная пешка · e6 чёрная пешка · f6 белая пешка · h6 чёрная пешка · b5 чёрная пешка · e5 белый конь · c4 чёрная пешка · d4 белая пешка · h4 чёрная пешка · c3 белый конь · a2 белая пешка · b2 белая пешка · f2 белая пешка · g2 белая пешка · h2 белая пешка · a1 белая ладья · d1 белый ферзь · e1 белый король · f1 белый слон · h1 белая ладья | a8 чёрная ладья · b8 чёрный конь · c8 чёрный слон · d8 чёрный ферзь · e8 чёрный король · f8 чёрный слон · h8 чёрная ладья · a7 чёрная пешка · f7 чёрная пешка · c6 чёрная пешка · e6 чёрная пешка · f6 белая пешка · h6 чёрная пешка · b5 чёрная пешка · e5 белый конь · c4 чёрная пешка · d4 белая пешка · h4 чёрная пешка · c3 белый конь · a2 белая пешка · b2 белая пешка · f2 белая пешка · g2 белая пешка · h2 белая пешка · a1 белая ладья · d1 белый ферзь · e1 белый король · f1 белый слон · h1 белая ладья | a8 чёрная ладья · b8 чёрный конь · c8 чёрный слон · d8 чёрный ферзь · e8 чёрный король · f8 чёрный слон · h8 чёрная ладья · a7 чёрная пешка · f7 чёрная пешка · c6 чёрная пешка · e6 чёрная пешка · f6 белая пешка · h6 чёрная пешка · b5 чёрная пешка · e5 белый конь · c4 чёрная пешка · d4 белая пешка · h4 чёрная пешка · c3 белый конь · a2 белая пешка · b2 белая пешка · f2 белая пешка · g2 белая пешка · h2 белая пешка · a1 белая ладья · d1 белый ферзь · e1 белый король · f1 белый слон · h1 белая ладья | 1 |
|   | a | b | c | d | e | f | g | h |   |

Именем шахматиста названо одно из продолжений ферзевого гамбита — вариант Экстрёма: 
1. d2-d4 d7-d5 2. c2-c4 e7-e6 3. Кb1-c3 Кg8-f6 4. Кg1-f3 c7-c6 5. Сc1-g5 d5:c4 6. e2-e4 b7-b5 7. e4-e5 h7-h6 8. Сg5-h4 g7-g5 9. e5:f6 g5:h4 10. Кf3-e5 (код ECO D44).
В настоящее время на высоком уровне данный дебют периодически встречается в партиях гроссмейстера В. Москаленко.
По данным сайта 365Chess.com, белые, выбирая данное начало, выигрывают 44,5 % партий, успех чёрных составляет 28,5 %, и 27 % встреч заканчиваются вничью.